# Описание Египта
«Описание Египта» (фр. Description de l'Égypte) — монументальное издание, ставшее результатом труда более чем 160 учёных, около 2000 художников и гравёров, сопровождавших Наполеона Бонапарта в его Египетском походе в 1798—1801 годах. Многие рисунки выполнялись непосредственно с натуры, в пустыне, иногда во время боев, под руководством и при участии Д. Виван-Денона.
Первое издание этого труда, первый том которого появился в 1809 году, осуществлялось при участии Денона и Э.-Ф. Жомара, а последний в 1829, представлял собой полное, хотя и вскоре устаревшее научное описание древнего и современного Египта. Хотя в научном отношении это издание быстро устарело, оно успело внести свой вклад в зарождение египтомании.
Большая часть авторов «Описания Египта» являлась сотрудниками Института Франции и членами специально созданной Комиссии наук и искусств. В августе 1798 года по приказу Наполеона в пригороде Каира был основан Институт Египта, который возглавил Гаспар Монж. Основной задачей этого учреждения был сбор сведений об Египте и распространение информации о деятельности французских оккупационных сил. Уже в ноябре 1798 года была поставлена задача собрать и систематизировать накопленные знания; исполнение это задачи было поручено Жозефу Фурье. Когда в 1801 году французская армия покидала Египет, учёные увозили с собой большое количество собранных и не изданных материалов.
В феврале 1802 года, по распоряжению Жана-Антуана Шапталя, возглавлявшего в то время министерство внутренних дел, была создана комиссия по подготовке издания собранных в Египте материалов. Это издание должно было так же включить все ранее изданные номера периодических изданий, выпускавшихся Институтом Египта. Учитывая огромный объём подлежащей печати информации, было принято решение печатать тома по мере их подготовки. Вскоре после завершения первого, было начато второе издание, выходившее в свет в 1821—1826 годах.
В силу различных причин, существовали различные варианты этих изданий, различающиеся количеством томов. Так например, экземпляр Бернардино Дроветти, французского консула в Египте, состоял из 29 томов, тогда как «стандартный» вариант включал только 23.